# Johannes Hunnaeus
Karl Johannes Hunnaeus (* 8. Januar 1835 in Lemgo; † 28. März 1916 in Detmold) war Mitglied des Landtags Lippe und Präsident des Landgerichts Detmold.

## Leben
Nach dem Abitur am Gymnasium Lemgo absolvierte Johannes Hunnaeus ein Studium der Rechtswissenschaften und legte 1956 im Alter von 21 Jahren die erste juristische Staatsprüfung ab. Er wurde zum Auditor am Amt Schötmar ernannt und kam nach dem großen juristischen Staatsexamen 1864 als Stadtrichter nach Lemgo. Noch im selben Jahr wechselte er nach Blomberg, wo er bis 1879 in gleicher Funktion tätig war. In dieser Zeit hatte er ein Mandat für den Lippischen Landtag. Hunnaeus wurde als erster Staatsanwalt nach Detmold berufen und dort 1892 Direktor des Landgerichts Detmold und im Jahr darauf dessen Präsident. Dieses Amt hatte er bis zu seinem Eintritt in den Ruhestand im Jahre 1904 inne.
Im Lippischen Erbfolgestreit 
stand Hunnaeus auf der Seite der gräflichen Line Lippe-Weißenfels und machte keinen Hehl daraus. Mit dem Spruch des Leipziger Schiedsgerichts im Jahre 1897 fand er sich schließlich ab.

### Familie
Am 18. September 1863 heiratete er in Brake Thusnelda Johanna Overbeck (1836–1920). 

### Auszeichnungen
- 1891 Lippischer Hausorden Ehrenkreuz II. Klasse
- 1904 Geheimer Oberjustizrat[2]